# Historia fizyki

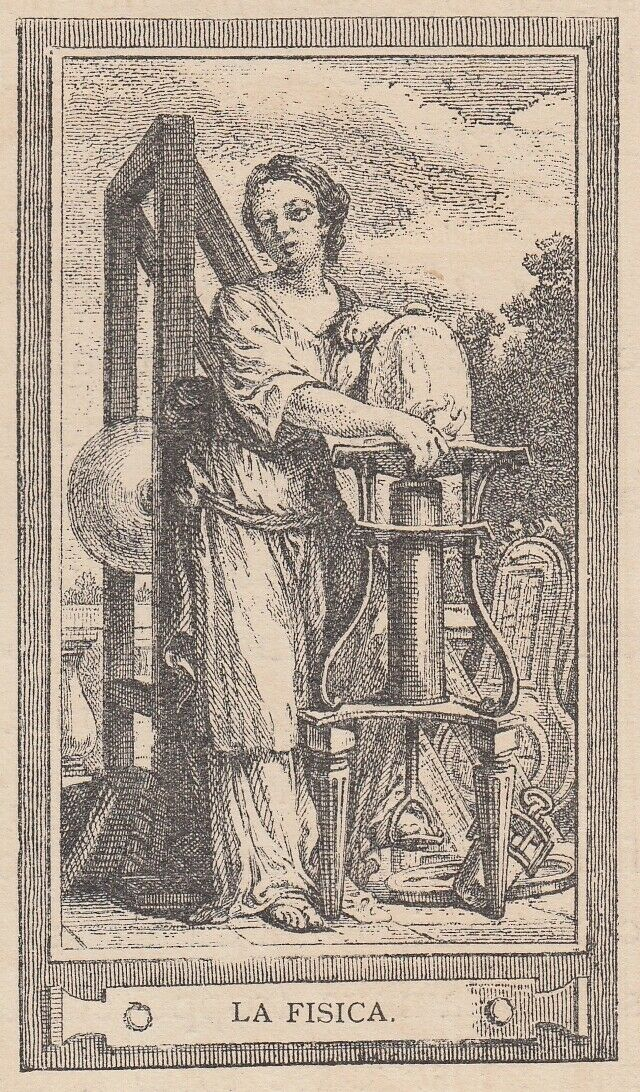
Alegoria fizyki z XIX wieku

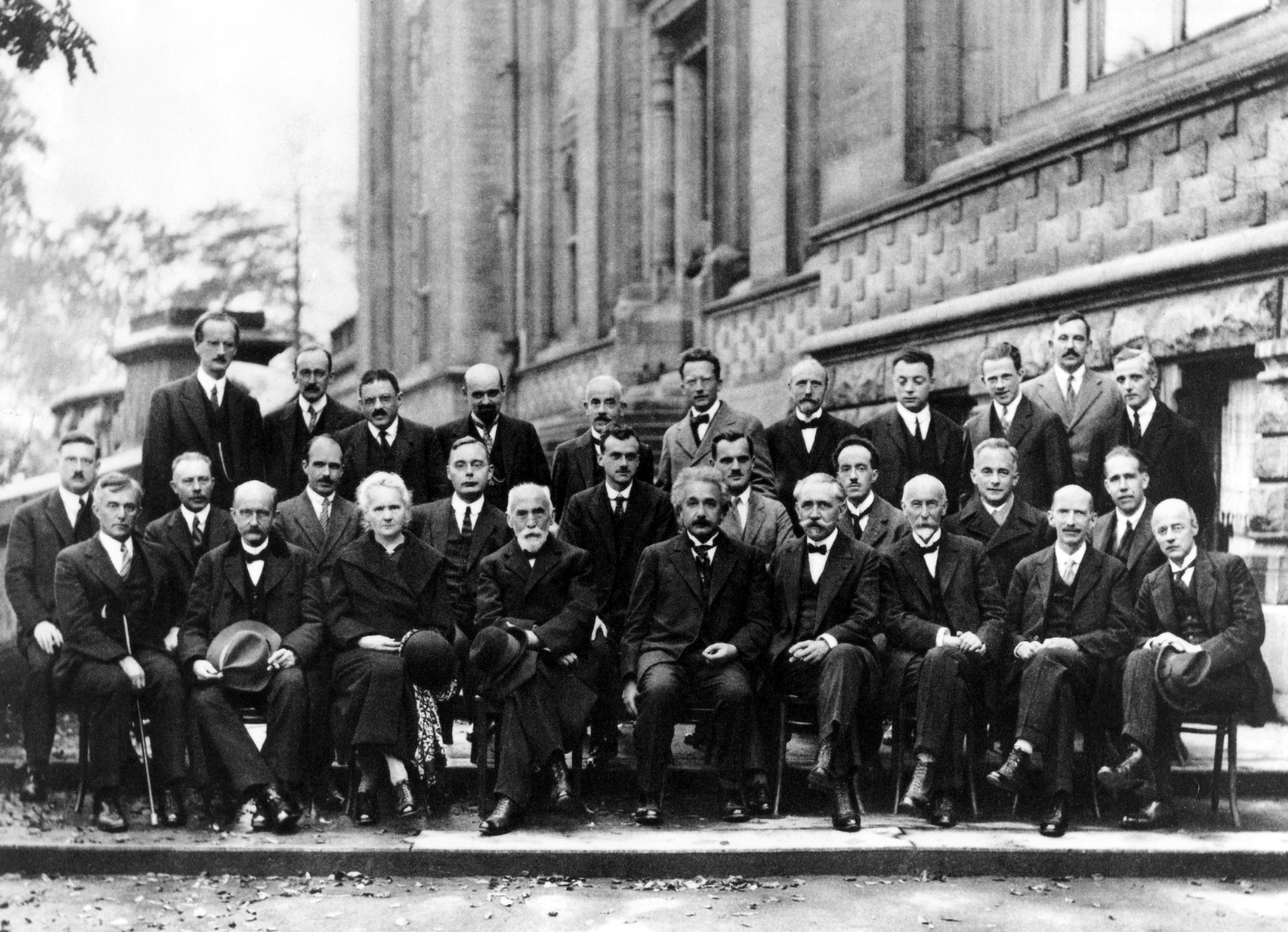
Uczestnicy Piątego Kongresu Solvay, 1927; Institut International de Physique Solvay w Leopold Park (Belgia). Uczestniczyło w niej wielu ówczesnych i późniejszych noblistów oraz główni twórcy mechaniki kwantowej: Paul Ehrenfest, Erwin Schrödinger, Wolfgang Pauli, Werner Heisenberg, Peter Debye, William L. Bragg, Hendrik A. Kramers, Paul Dirac, Arthur Compton, Louis de Broglie, Max Born, Niels Bohr, Max Planck, Albert Einstein. Toczone tam debaty dotyczyły m.in. interpretacji teorii kwantów – szkoła kopenhaska Bohra i Heisenberga ścierała się tam z bardziej zachowawczą opozycją Einsteina, Schrödingera i de Broglie’a.

Historia fizyki – część historii nauki obejmująca fizykę; historia astronomii, czasem zaliczanej do fizyki, ma osobny artykuł, choć poniższy wspomina o podstawowych odkryciach astrofizycznych.
Zaczątki tej dyscypliny można umieszczać w prehistorii – istniała wtedy astronomia, która była źródłem odkryć w fizyce, a w czasach nowożytnych zaczęła być uznawana za jej dział. Początki fizyki rozumianej ściśle (wąsko) można umieścić w starożytnej Grecji, gdzie zbudowano podstawy mechaniki, akustyki, magnetyzmu i optyki; ostatnie dwie dziedziny można wiązać z wydzieloną później fizyką materii skondensowanej. Badania te rozwinięto w średniowieczu (na Dalekim Wschodzie, (Chiny, Indie), na Bliskim Wschodzie (Imperium Bizantyjskie, kraje islamskie) i ówczesnej Europie. W wieku XVII Izaak Newton stworzył pierwszą teorię fizyczną i odpowiedni aparat matematyczny. Nastąpiła rewolucja naukowa, która bardzo przyspieszyła rozwój fizyki, od tego czasu nieprzerwany. Oprócz kontynuacji dotychczasowych dziedzin pojawiły się też nowe jak termodynamika, a w XIX wieku zalążki fizyki molekularnej i atomowej. W wieku XX te dwie dziedziny nabrały samodzielności, teoretycznych podstaw w postaci fizyki kwantowej oraz pojawiły się badania subatomowe – jąder i cząstek elementarnych. Z drugiej strony wiek XX przyniósł też fizyczne metody w kosmologii – spójne, ścisłe i sprawdzalne modele całości obserwowalnego Wszechświata. Było to możliwe dzięki stworzeniu teorii względności – dzieło Alberta Einsteina poprawiło modele mechaniki i ciążenia opracowane przez Isaaca Newtona w wieku XVII. W trzecim tysiącleciu naszej ery fizyka rozwija się na swoich wszystkich frontach.
Rozwój fizyki jest sprzężony z rozwojem innych nauk oraz techniki. Fizyka nowożytna umożliwiła rozwój budownictwa, inżynierii mechanicznej (maszynoznawstwa) i balistyki oraz stworzenie nowych technologii jak aeronautyka, astronautyka, fotografia, fonografia, elektrotechnika, telekomunikacja, energetyka, radiotechnika, elektronika i właściwa, oparta na niej informatyka, początkowo rozwijana właśnie na potrzeby obliczeń w fizyce. Z dorobku fizyków skorzystały też medycyna, wszystkie inne nauki przyrodnicze oraz niektóre społeczne:
- astronomia została zrewolucjonizowana przez teleskopię, spektroskopię i stała się obserwacyjną częścią astrofizyki;
- meteorologia i klimatologia zostały dziedzinami fizyki atmosfery, a sejsmologia – inną dziedziną geofizyki;
- fizyka atomowo-molekularna stała się fundamentem chemii, wyjaśniając wiele z jej wcześniejszych wyników;
- mikroskopia i badania biofizyczne, np. budowy makromolekuł, zrewolucjonizowały nauki o życiu – odkrycie struktury DNA było przełomem w genetyce;
- z osiągnięć fizyki jak datowanie izotopowe skorzystały też geologia, archeologia i kryminalistyka (technika śledcza);
- ekonomia skorzystała z metod mechaniki statystycznej – tak powstała ekonofizyka.

Rozwój fizyki decydował o wynikach wojen – II wojna światowa została ostatecznie rozstrzygnięta użyciem broni jądrowej przez USA w Japonii. Wpływy fizyki sięgają też filozofii, debat światopoglądowych, sztuki i popkultury. Z drugiej strony postępy fizyki nie byłyby możliwe bez użycia coraz nowszych urządzeń ani metod matematycznych, a w genezie niektórych koncepcji – jak zasada Macha – odgrywają rolę inspiracje filozoficzne.
Od czasów nowożytnych liczba fizyków, ich publikacji, czasopism badawczych i stowarzyszeń rośnie o rzędy wielkości, a udział w tym procesie objął większość świata. Od XVIII wieku ustanowiono dziesiątki nagród naukowych, w tym niektóre specjalnie dla fizyków, jak Nagroda Nobla w dziedzinie fizyki czy Medal Newtona.

## Starożytność

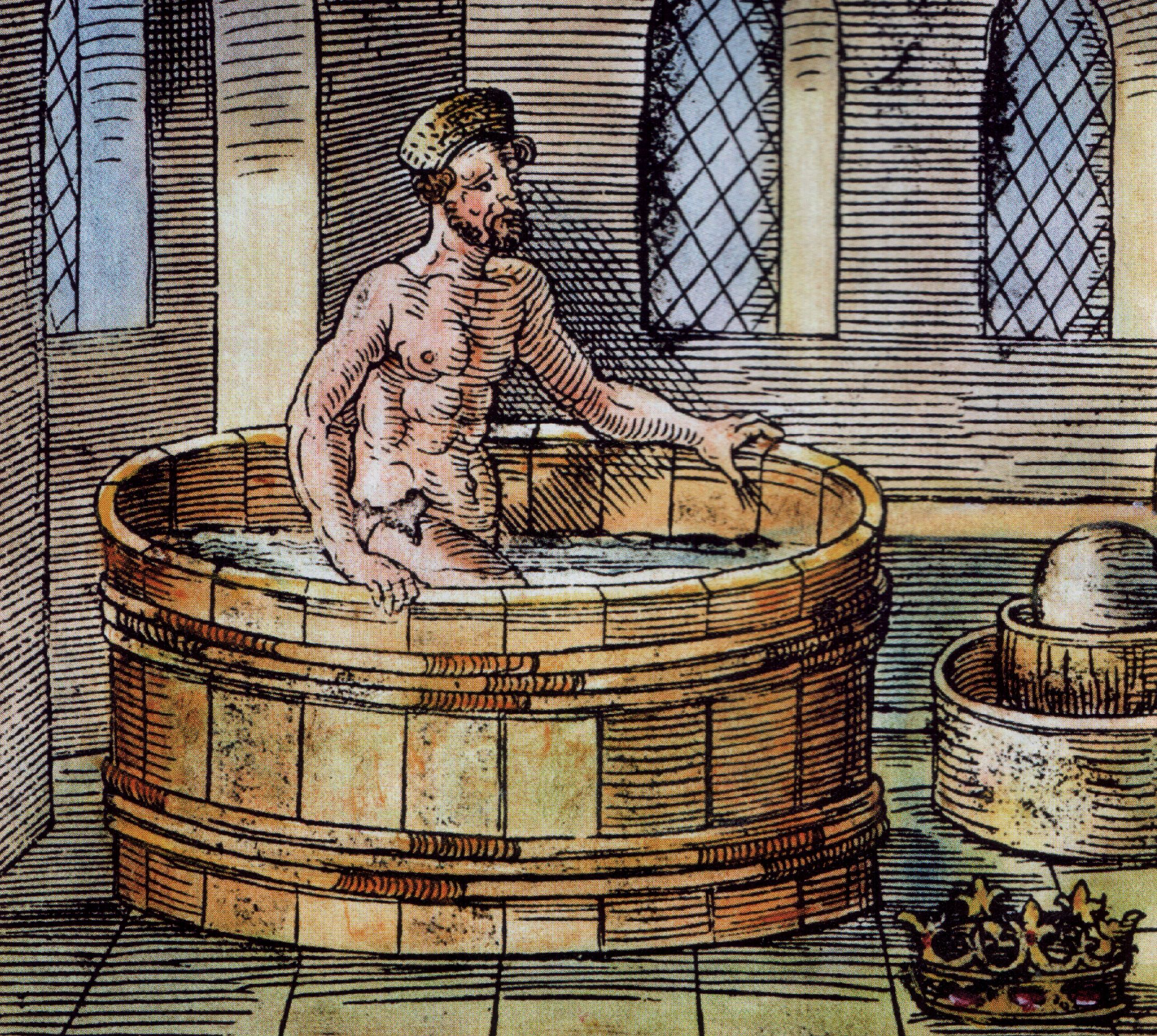
Archimedes w czasie kąpieli odkrywa prawo wyporu – rycina z XVI wieku.

### Najważniejsze postępy
- Tales z Miletu opisał magnes;
- Pitagorejczycy wierzyli w ruch Ziemi, co wiązało się z założeniem względności ruchu i spoczynku;
- Demokryt przewidział ziarnistość materii – spekulował o obiektach, które nazwał atomami, choć jego rozumienie tego terminu odpowiadało raczej cząstkom elementarnym;
- Arystoteles zbudował system filozoficzny, którego elementy można zaliczyć do mechaniki. W tych aspektach był on w większości błędny, jednak to na jego gruncie zbudowano późniejsze, poprawne koncepcje;
- Euklides podał prawo odbicia światła;
- Archimedes opisał podstawy hydrostatyki i działanie maszyn prostych;
- Heron z Aleksandrii wyjaśnił prawo odbicia zasadą najkrótszego czasu (zasada Fermata).

### Uczeni presokratejscy
Filozofia przyrody była pierwszym obszarem rozważań filozoficznych w starożytnej Grecji. Jest ona prekursorką nowożytnej nauki, która się z niej wyodrębniła i uniezależniła.
Początkowo filozofia przyrody zajmowała się wszystkimi zagadnieniami współczesnej nauki, rozpatrywanymi jednak najczęściej metodami filozoficznymi. Filozofia, rozumiana jako umiłowanie mądrości, wiązała się z dążeniem do zrozumienia funkcjonowania wszechświata. Miała ona wtedy jednak charakter spekulatywny i brakowało w niej rozwiniętej metodologii badań i rygoryzmu obserwacji. Stopniowo jednak empiryczne badanie rzeczywistości materialnej wyodrębniało się z głównego nurtu badań filozoficznych. W XVII w. nastąpiło rozdzielenie filozofii i nauki.
Problem podstawowej struktury fizycznej rzeczywistości był głównym przedmiotem zainteresowania przedsokratejskich filozofów starożytnej Grecji. Filozofowie ci podjęli pierwsze niemitologiczne, racjonalne próby wyjaśnienia natury (physis), kładąc podwaliny pod filozofię i naukę europejską. Problemy i idee postawione przez przedsokratejskich filozofów przyrody były inspiracją i istotnym punktem odniesienia dla badaczy przyrody aż do powstania nowożytnej nauki. Były jednak wyjątki: np. w III wieku p.n.e. Archimedes podał wiele poprawnych ilościowych opisów z zakresu mechaniki i hydrostatyki.
Pierwszą grupą filozofów byli tzw. jońscy filozofowie przyrody (m.in. Tales z Miletu, Anaksymander, Anaksymenes, Heraklit, Anaksagoras). Dążyli oni do wyjaśnienia rzeczywistości poprzez znalezienie jej najbardziej podstawowej zasady (arché), przenikającej całość rzeczywistości. Różni filozofowie w czym innym upatrywali tę podstawową zasadę: Tales w wodzie, Anaksymander w bezkresie (apeiron), Heraklit w ogniu, natomiast Anaksymenes w powietrzu. Bardzo wpływowa była filozofia Heraklita, uznającego zmianę za podstawową zasadę rządzącą rzeczywistością.
W południowej Italii Pitagoras skupił wokół siebie grono uczniów, nauczając o matematycznej strukturze rzeczywistości. Zasadą podstawową była dla nich liczba, która stanowiła element rzeczy. Dzięki temu pitagorejczycy bardzo rozwinęli badania matematyczne.
Istotne znaczenie dla starożytnej metafizyki miała też działalność eleatów. Negowali oni możliwość ruchu i wielości. Był to dla nich jedynie pozór, a prawdziwa rzeczywistość była według nich niezmienną jednością.
Ostatnią z ważnych szkół byli atomiści (Leukippos, Demokryt) głoszący materialny charakter rzeczywistości, składającej się z małych i niepodzielnych elementów nazwanych przez nich atomami. Wielu filozofów przyjmowało istnienie wielu zasad podstawowych (stanowisko pluralistyczne), lub łączyło ze sobą twierdzenia wielu szkół w niespójną całość (eklektyzm). Szczególnie wpływowa była pluralistyczna myśl Empedoklesa, twórcy koncepcji czterech elementów (żywiołów): wody, ognia, powietrza i ziemi, łącząca koncepcje Talesa, Anaksymenesa, Heraklita i Ksenofanesa. Elementy są "pierwotne i jakościowo niezmienne". Mogą się ze sobą łączyć w sposób mechaniczny, tworząc wielość i różnorodność rzeczy we wszechświecie. Koncepcja czterech żywiołów Empedoklesa (zmodyfikowana następnie przez Arystotelesa poprzez dodanie piątego elementu: eteru), pozostała bardzo wpływowa aż do XVI w.

### Uczeni postsokratejscy
Najbardziej wpływowym badaczem przyrody w starożytności był Arystoteles, którego koncepcje zdominowały przyrodoznawstwo aż do XVI w. Obok szeregu obserwacji szczegółowych Arystoteles stworzył rozbudowany system zawierający koncepcje dotyczące ruchu i zmiany, czasu, przestrzeni, budowy materii i kosmologii. Zawarł je w wielu pismach, z których podstawowym jest Fizyka.

## Średniowiecze

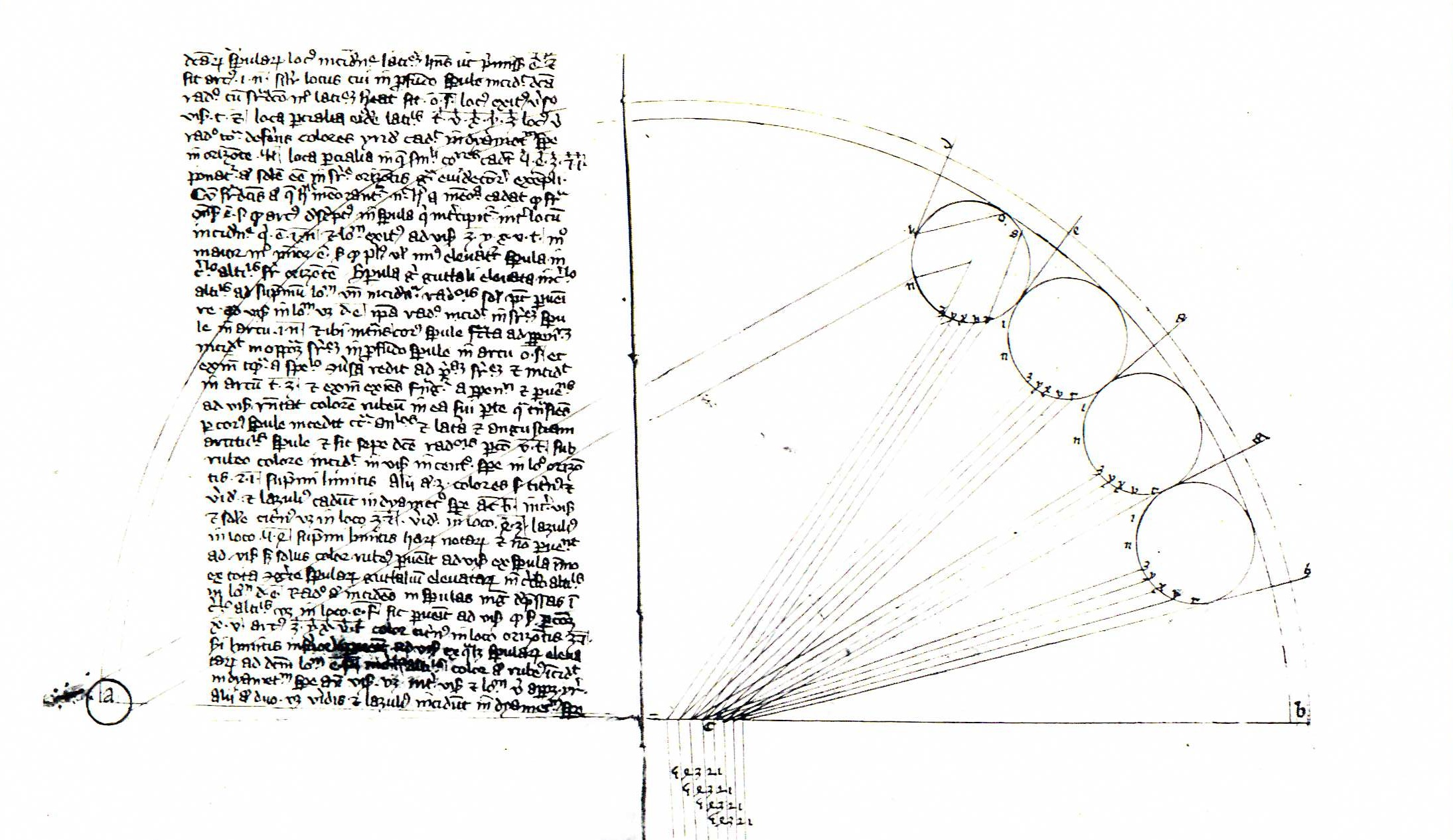
Fragment dzieła De iride Teodoryka z Freibergu (XIII–XIV w.)

Wraz z końcem starożytności i rozpowszechnieniem chrześcijaństwa, początkowo niechętnego czy wrogiego filozofii, większość pism przyrodoznawczych została na Zachodzie zapomniana. Zostały przechowane przez filozofów bizantyńskich, muzułmańskich i żydowskich. Uczeni ci rozwinęli znacznie wiele dziedzin, m.in. kosmologię. 
W VI wieku Jan Filopon zakwestionował fizykę Arystotelesa, pisząc m.in. o spadaniu ciał – przewidział tak słabą zasadę równoważności.
Od XII wieku, w zachodniej Europie na nowo odkryto pisma Arystotelesa, co zaowocowało rozwojem filozofii przyrody. Z problematyki fizycznej, najszerzej dyskutowanymi kwestiami były problem struktury bytu i jego podstawowych elementów, problematyka kosmologiczna (miejsce Ziemi we wszechświecie), problem wieczności świata i charakteru czasu, problem ruchu i jego przyczyn oraz problem próżni (możliwość lub niemożliwość jej istnienia).
Dojrzałe średniowiecze to też okres rozwoju optyki. Badania w tej dziedzinie prowadzili Robert Grosseteste, jego uczeń Roger Bacon, Witelon oraz Teodoryk z Fryburga.
Pewnnych odkryć na temat magnetyzmu dokonał Petrus Peregrinus (Pierre de Maricourt).
Pod koniec średniowiecza rozwój przyrodoznawstwa zaczął prowadzić do kształtowania się nauki we współczesnym sensie tego słowa. Arystotelizm, metoda scholastyczna i autorytet Kościoła zaczęły być stopniowo przeszkodą w poszerzaniu wiedzy o świecie.

## Wczesna nowożytność

### Główne odkrycia

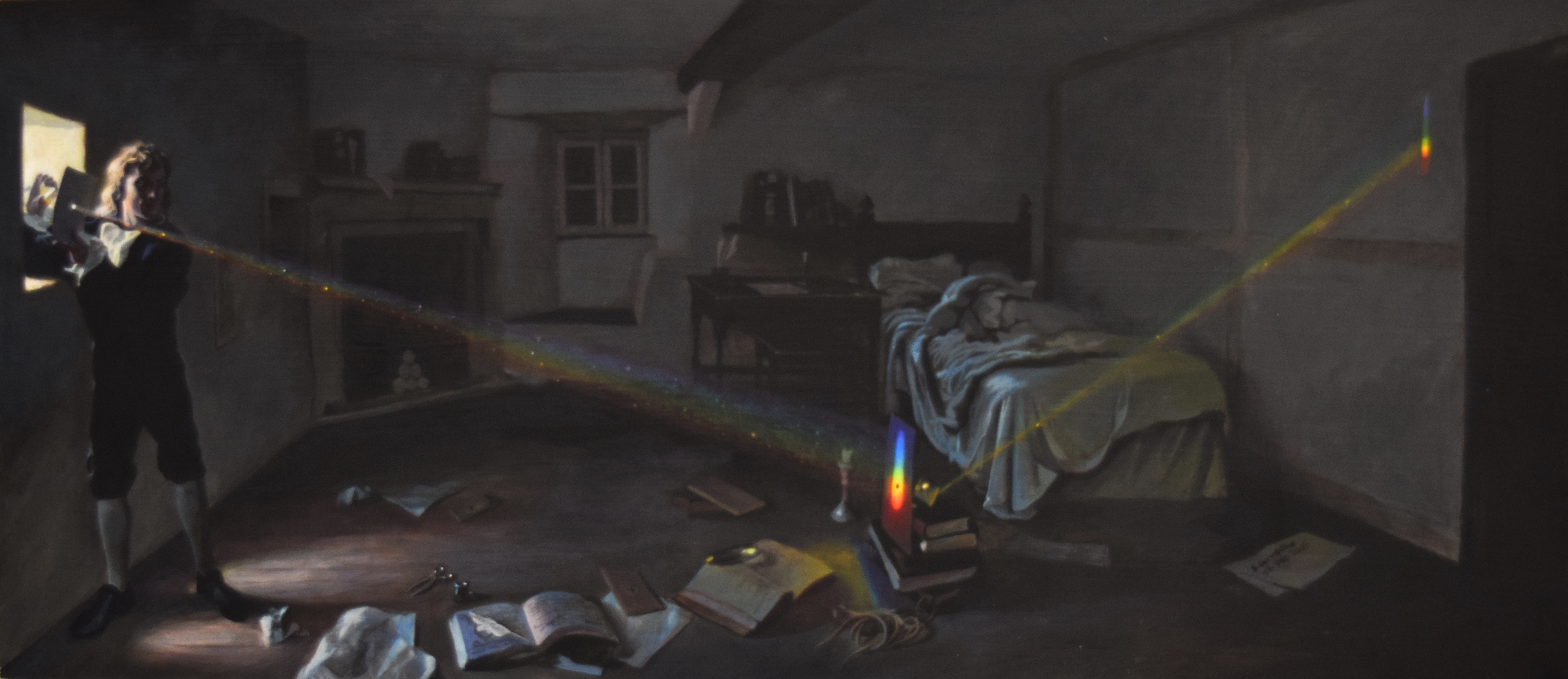
Isaac Newton wykonujący swoje „doświadczenie krzyżowe” (łac. experimentum crucis) z dwoma pryzmatami

Epoka renesansu była dla fizyki przejściowa: dawne koncepcje sąsiadowały z nowymi odkryciami i stopniowym wypracowywaniem nowożytnej metody naukowej opartej na eksperymencie i indukcji. Szczególne zasługi na tym polu miał Francis Bacon. W XVII wieku system filozoficzny Arystotelesa zaczął być wypierany przez ten Kartezjusza, a później przez koncepcje Isaaca Newtona odbiegające jeszcze bardziej od fizyki scholastycznej.
W wiekach od XVI do XVIII rozwinięto wszystkie istniejące dziedziny fizyki oraz stworzono nową – termodynamikę:
- ukształtowano mechanikę klasyczną (Izaak Newton). Znaczny wkład mieli także prekursorzy:
  - Simon Stevin, który pod koniec XVI wieku obserwacyjnie zakwestionował mechanikę Arystotelesa. Badał między innymi równię pochyłą, spadek swobodny i sformułował dla niego słabą zasadę równoważności;
  - Galileusz, który zajmował się podobnymi zagadnieniami, co Stevin, a swoje zdanie argumentował także za pomocą eksperymentów myślowych. Opracował też prototypy zasady bezwładności, zasady względności i prawo izochronizmu wahadła; postawił również problem brachistochrony, który rozwiązało potem niezależnie kilku matematyków. Rozważał też wpływ sił bezwładności na spadanie ciał, mający dowodzić ruchu obrotowego Ziemi[potrzebny przypis];
  - Kartezjusz, który jako pierwszy postulował zasadę bezwładności nazwaną potem I zasadą dynamiki[potrzebny przypis];
  - Christiaan Huygens, który podał ilościowy model wahadła; udoskonalił również zegar wahadłowy dzięki odkryciu, że cykloida ma właściwość tautochrony, tj. czas staczania się po niej nie zależy od miejsca startowego. Huygens podał również wzór na siłę dośrodkową;
  - Isaac Newton, który w 1687 opublikował swoje opus magnum – Matematyczne zasady filozofii naturalnej (łac. Philosophiae naturalis principia mathematica, krótko Principia); wyłożył tam m.in. zasady dynamiki. W jego czasach znano również wynikającą z nich zasadę zachowania pędu. Jest to pierwsza teoria fizyczna, która mimo powstania teorii Einsteina i mechaniki kwantowej zachowała ważność w swoim zakresie.
  - Gottfried Wilhelm Leibniz, który podejrzewał pewną zasadę zachowania, równoważną zachowaniu energii kinetycznej[potrzebny przypis];
  - kontynuatorzy Newtona z XVIII wieku jak Leonhard Euler, Jean le Rond d’Alembert, Pierre Maupertuis oraz Joseph Louis Lagrange. Trzej ostatni sformułowali kilka zasad wariacyjnych; Lagrange podał najogólniejszą z nich – zasadę stacjonarnego działania nazywaną czasem zasadą Hamiltona;
- rozwinięto nie tylko mechanikę punktów materialnych i brył sztywnych, ale również tę ośrodków ciągłych – zarówno elastomechanikę, jak i mechanikę płynów w jej czterech odmianach (statycznej, dynamicznej, ciekłej i gazowej). Udowodniono istnienie próżni, opisano prawo Hooke’a, rezonans mechaniczny, podstawowe właściwości tarcia, prawo Pascala, paradoks hydrostatyczny, opory ośrodka ruchu, efekt Magnusa, równanie Bernoulliego i paradoks hydrodynamiczny;
- Marin Mersenne jako pierwszy zmierzył prędkość dźwięku w powietrzu. Jego doświadczenia powtarzano potem z większą precyzją; akustyka otrzymała podstawy teoretyczne, kiedy d’Alembert sformułował równanie falowe;
- przewrót kopernikański w astronomii przyczynił się do badań grawitacji:
  - Mikołaj Kopernik, proponując model heliocentryczny, odrzucił pogląd Arystotelesa, zgodnie z którym przedmioty spadają na Ziemię, ponieważ ciała położone poniżej sfer niebieskich kierują się ku środkowi Wszechświata;
  - Johannes Kepler podał trzy prawa ruchu planet i wysunął hipotezę, że ciała niebieskie obiegają Słońce, ponieważ są przez nie przyciągane[potrzebny przypis];
  - Isaac Newton za pomocą swojej mechaniki wydedukował z praw Keplera prawo powszechnego ciążenia.

Dzieło Newtona pozwoliło mu wyjaśnić pływy morskie, przewidzieć spłaszczenie Ziemi na biegunach oraz sformułować paradoks grawitacyjny; było punktem wyjścia dla astrodynamiki i ściśle rozumianej astrofizyki. John Michell przez rozważania prędkości ucieczki wysunął hipotezę czarnych dziur, nazwanych tak w XX wieku. Pod koniec XVIII stulecia doświadczenie Cavendisha znalazło wartość stałej grawitacyjnej (G), co pozwoliło wyznaczyć masy Ziemi i innych ciał niebieskich. Grawitację nieskutecznie próbowano zredukować do mechaniki – hipoteza Le Sage’a okazała się błędna;
- od XVII wieku rozwijano fizykę cieplną; wynaleziono barometr i termometr, a Robert Boyle podał prawo przemiany izotermicznej, opierając się na pomiarach innych fizyków. Za jego pomocą Isaac Newton spróbował wyjaśnić prędkość dźwięku, jednak poprawny model przyniósł dopiero wiek XIX. W XVIII stuleciu dominowała teoria cieplika uznająca ciepło za samodzielny pierwiastek. Mimo to zaczynano ją wtedy kwestionować:
  - w 1733 Daniel Bernoulli użył rozumowania statystycznego w połączeniu z zasadami mechaniki klasycznej, otrzymując wyniki znane termodynamice; zainicjował tak mechanikę statystyczną;
  - w 1798 Benjamin Thompson zademonstrował przemianę pracy w ciepło;
- pojawił się szereg odkryć i wynalazków związanych z elektrycznością:
  - William Gilbert badał efekt tryboelektryczny i skonstruował elektroskop;
  - Otto von Guericke skonstruował pierwszą maszynę elektrostatyczną;
  - Stephen Gray odkrył przewodnictwo elektryczne;
  - Charles-François de Cisternay Du Fay wykazał istnienie dwóch różnych ładunków elektrycznych;
  - Pieter van Musschenbroek i Ewald Jürgen Georg von Kleist niezależnie skonstruowali butelkę lejdejską – pierwszy kondensator;
  - Benjamin Franklin stwierdził, że pioruny są zjawiskiem elektrycznym oraz że różne ładunki są skutkiem nadmiaru lub niedoboru jednej substancji, przez co oznaczył je znakami plusa (+) i minusa (−);
  - Charles Coulomb w 1785 podał prawo nazwane od jego nazwiska, opisujące ilościowo oddziaływanie ładunków;
- poszerzono też wiedzę o magnetyzmie; przykładowo:
  - William Gilbert poprawnie opisał geomagnetyzm i wykazał, że biegunów magnesu nie da się rozdzielić. W XIX wieku sformułowano to jako zamknięcie linii pola magnetycznego i opisano matematycznie magnetycznym prawem Gaussa;
  - w 1778 Anton Brugmans odkrył diamagnetyzm, nazwany tak w następnym stuleciu;
- postępów doczekała się optyka, choć niektóre wyniki tych czasów musiały czekać przeszło stulecie na docenienie:
  - Willebrord Snell i Kartezjusz podali prawo załamania światła, a ten drugi wykorzystał je do wyjaśnienia rozpiętości tęczy;
  - Isaac Newton na podstawie swoich doświadczeń poprawnie wyjaśnił dyspersję w pryzmacie – jako różnicę współczynnika załamania dla różnych barw tworzących światło białe;
  - Francesco Grimaldi odkrył dyfrakcję, Rasmus Bartholin – dwójłomność, a Christiaan Huygens próbował je wyjaśnić swoimi zaczątkami falowej teorii światła, np. zasadą nazwaną na jego cześć. Mimo to aż do początku XIX wieku bardziej popularna była teoria korpuskularna kojarzona z Newtonem;
  - Ole Rømer podał przesłanki za tym, że prędkość światła jest skończona – za pomocą obserwacji księżyców Jowisza. Christiaan Huygens na podstawie tych pomiarów oszacował wartość tej prędkości;
  - ostatecznym dowodem ograniczonej prędkości światła była aberracja światła poprawnie zidentyfikowana przez Jamesa Bradleya w 1728. Bywa uznawana za jedyne donośne odkrycie optyczne XVIII wieku, w którym dominował autorytet Newtona[potrzebny przypis]; był to też koronny dowód heliocentryzmu;
  - Pierre de Fermat wyjaśnił prawo załamania za pomocą zasady wariacyjnej nazwanej od jego nazwiska;
  - XVIII wiek to początki fotometrii;
  - w 1800 William Herschel odkrył podczerwień;
  - rozwinięto też optykę instrumentalną: w XVII wieku wynaleziono lunetę – nazwaną potem teleskopem refrakcyjnym – oraz teleskop zwierciadlany i mikroskop, a w XVIII wieku skonstruowano achromat i apochromat ograniczające aberrację chromatyczną.

Przed XIX wiekiem atomizm miał swoich zwolenników jak Galileusz i Pierre Gassendi, jednak pozostawał w sferze hipotez.
Astronomia XVII wieku była polem zmagań modeli heliocentrycznych z tradycyjną wizją Ptolemeusza i kompromisowym modelem geoheliocentrycznym Tychona Brahego. Przełom przyniosło zastosowanie w niej teleskopu, co po raz pierwszy zrobił Galileusz w 1609; odkrył m.in. plamy na Słońcu, góry na Księżycu, fazy Wenus, księżyce Jowisza i strukturę Drogi Mlecznej jako skupiska gwiazd. Dzięki teleskopowi astronomowie XVIII wieku potwierdzili teorię Kopernika oraz odkryli nową planetę: Uran.

### Aspekty społeczne
Czasy nowożytne to też początek:
- towarzystw naukowych;
- czasopism badawczych;

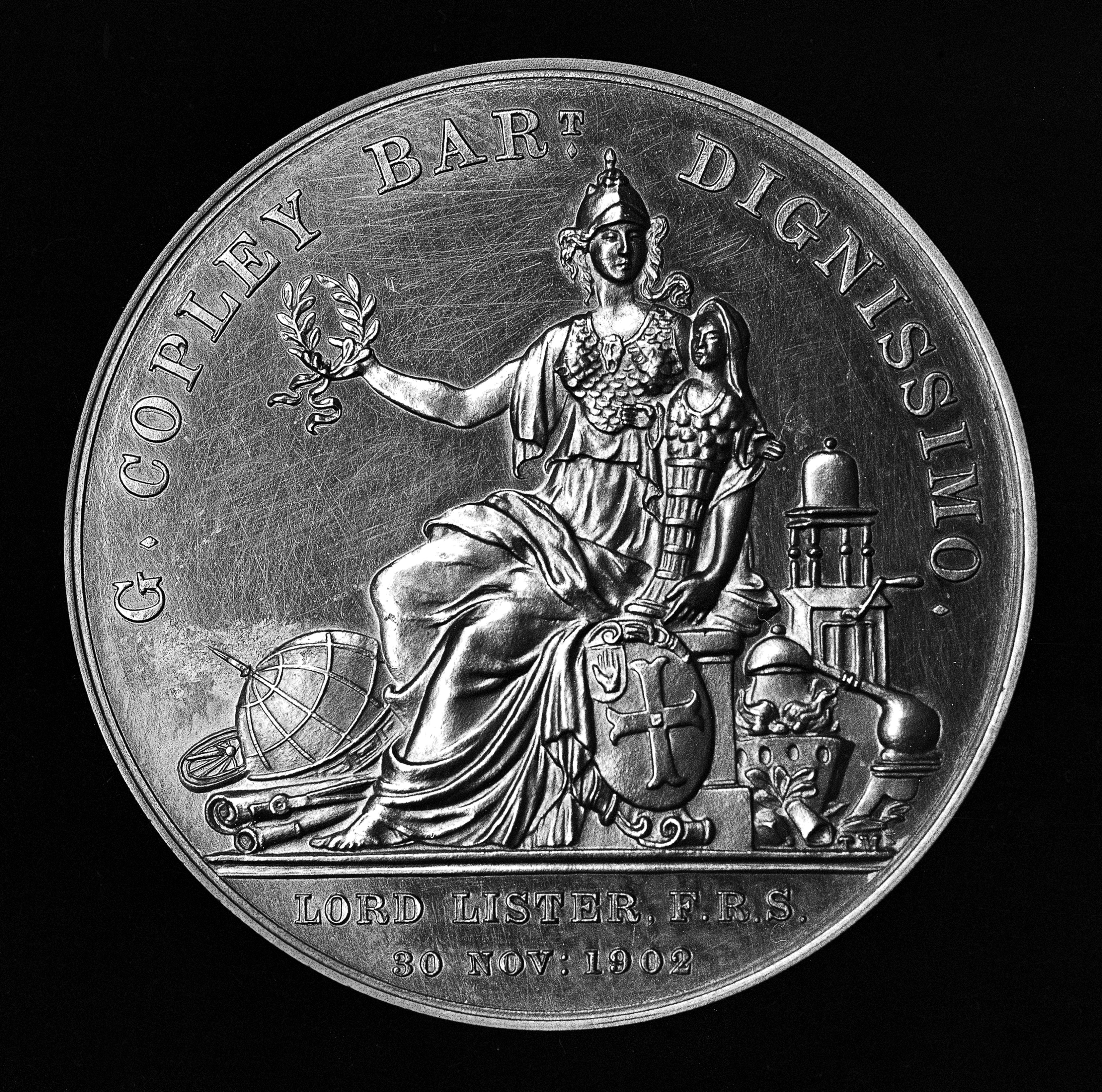
Medal Copleya – egzemplarz z 1902 roku, przyznany Josephowi Listerowi

- nagród przewidzianych za badania naukowe, przyznawanych m.in. fizykom:
  - Towarzystwo Królewskie w Londynie (ang. Royal Society) w XVIII wieku ustanowiło pierwszą z nich – Medal Copleya, a pod koniec tego samego stulecia zaczęło przyznawać Medal Rumforda;
  - Amerykańska Akademia Sztuk i Nauk (ang. AAAS) w XVIII wieku powołała Nagrodę Rumforda, po raz pierwszy wręczoną w następnym stuleciu;
- oparcia pomiarów na ścisłej i jednolitej metrologii, zawiązanej w czasach rewolucji francuskiej.

Przed XIX wiekiem pojawiały się też próby cenzurowania badań fizycznych i astronomicznych przez instytucje religijne:
- główne dzieło Mikołaja Kopernika O obrotach sfer niebieskich (łac. De revolutionibus orbium coelestium) zostało umieszczone na indeksie ksiąg zakazanych, tak jak pisma Galileusza broniące teorii kopernikańskiej; jako powód podawano nie tylko brak wystarczających dowodów, ale również sprzeczność z Biblią[potrzebny przypis]. Sam Galileusz został skazany przez Inkwizycję na areszt domowy, oficjalnie właśnie za głoszenie heliocentryzmu. Model ten został oficjalnie zaakceptowany przez Kościół katolicki w XIX wieku, a częściowa rehabilitacja Galileusza nastąpiła pod koniec wieku XX, podczas pontyfikatu Jana Pawła II. Biblijna krytyka heliocentryzmu pojawiała się też u teologów protestanckich i żydowskich[potrzebny przypis];
- katolicyzm walczył również z atomizmem; wysuwano hipotezy, że podzielanie tego poglądu przez Galileusza przyczyniło się do jego wyroku.

Wpływy odbywały się też w przeciwnym kierunku – fizyka nowożytna inspirowała poglądy na filozofię i religię. Systemy Kartezjusza i Newtona były podstawą doktryny mechanicyzmu popularnej w dobie oświecenia. Mechanicyzm przyczynił się do popularności deizmu i ateizmu wśród myślicieli tej epoki.

## XIX wiek

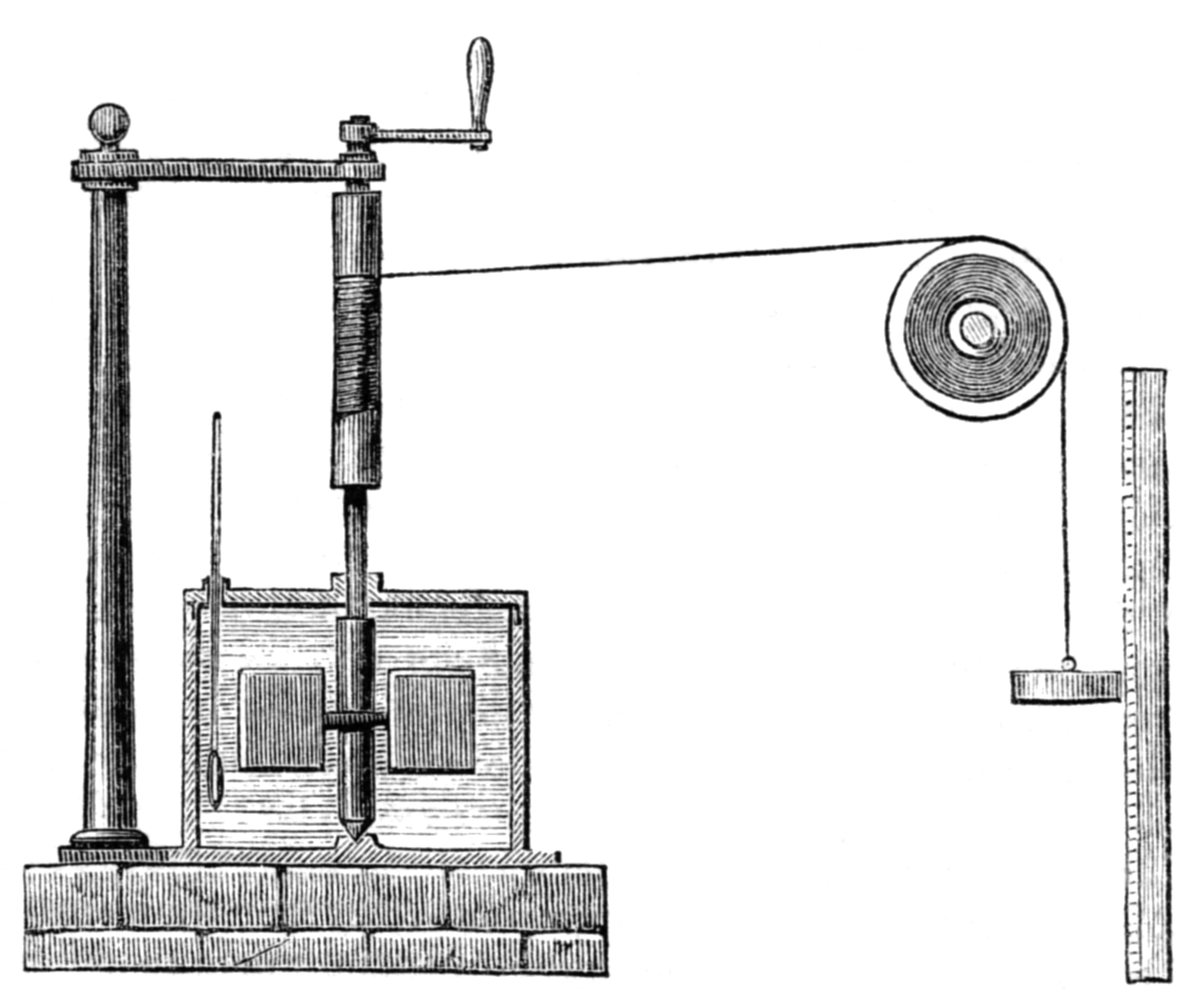
Schemat aparatury, którą James Joule zmierzył mechaniczny równoważnik ciepła – udowodnił tak zasadę zachowania energii (konkretniej pierwszą zasadę termodynamiki) i zakwestionował teorię cieplika.

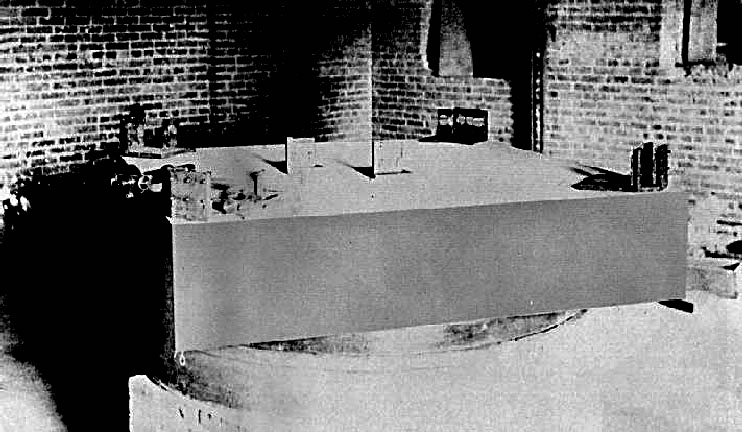
Interferometr Michelsona użyty w doświadczeniu Michelsona-Morleya z 1887 roku. Zakwestionowało ono ówczesne teorie eteru światłonośnego, prowadząc do ich rewizji przez Lorentza i do sformułowania szczególnej teorii względności w XX wieku.

### Odkrycia
W XIX stuleciu fizyka rozwinęła się we wszystkich swoich dziedzinach i przygotowała grunt pod rewolucje wieku XX:
- mechanika klasyczna uzyskała postać mechaniki Hamiltona; w XX wieku stała się ona fundamentem mechaniki kwantowej; opisano też dokładnie efekt Coriolisa oraz jego wpływ na wahadło Foucaulta;
- Claude-Louis Navier i George Gabriel Stokes ułożyli podstawowe równania mechaniki płynów, nazwane od ich nazwisk;
- akustyka doczekała się poprawnego modelu prędkości dźwięku w powietrzu i innych gazach; podał go Pierre Simon de Laplace. Oprócz tego zmierzono prędkość dźwięku w wodzie[potrzebny przypis], przewidziano i potwierdzono efekt Dopplera oraz odkryto fale uderzeniowe;
- mechanika nieba przewidziała istnienie Neptuna oraz znalazła trudności w wyjaśnieniu orbity Merkurego; w XX wieku przyczyniło się to do sformułowania i potwierdzenia ogólnej teorii względności Einsteina;
- Ernst Mach wysunął hipotezę nazwaną od jego nazwiska; dotyczyła ona czystej mechaniki, jednak w XX wieku zainspirowała Alberta Einsteina do sformułowania jego teorii grawitacji;
- termodynamikę osadzono na fundamentach:
  - sformułowano jej dwie pierwsze zasady. Pierwsza z nich, podana przez Jamesa Joule’a w 1847, obaliła teorię cieplika i stała się podstawą szerszej zasady zachowania energii;
  - dziedzinę tę zredukowano do mechaniki za pomocą fizyki statystycznej, choć pewne opory do atomizmu pojawiały się jeszcze na początku XX wieku.

Oprócz tego podano równania stanu gazów – równanie Clapeyrona gazu doskonałego i bardziej ogólne równanie van der Waalsa;
- rozwinięto badania nad elektrycznością i magnetyzmem:
  - zbadano elektryczne właściwości materii skondensowanej, m.in. formułując prawo Ohma, elektryczne prawa Kirchoffa i odkrywając piezoelektryki, a pod koniec stulecia (1900) ukazał się model Drudego przewodnictwa metali;
  - zunifikowano opis elektromagnetyzmu; finałem tego były równania Maxwella, które James Clerk Maxwell podał w 1855;
  - w 1842 roku Samuel Earnshaw udowodnił twierdzenie nazwane jego nazwiskiem, mówiące o równowadze ładunków i magnesów. Pod koniec XIX wieku i na początku XX rzuciło ono światło na budowę atomu. Z punktu widzenia elektrodynamiki nie mógł on być statycznym układem ładunków punktowych, ale z drugiej strony modele oparte na ładunkach ruchomych prowadziły do absurdu – ich ruch przyspieszony, np. krzywoliniowy, skutkuje wytracaniem energii przez promieniowanie. Wymusiło to rewizję samej mechaniki – zastąpienie jej teorią kwantową;
- zrewolucjonizowano i przedefiniowano optykę:
  - Augustin Jean Fresnel oraz Thomas Young niezależnie zaproponowali falową teorię światła, a dzięki odkryciu polaryzacji wykazano, że fale światła są poprzeczne;
  - elektrodynamika Maxwella poprawnie przewidziała, że światło należy do fal elektromagnetycznych; tym sposobem zakres badań optyki znacznie się poszerzył;
  - odkryto fale elektromagnetyczne inne niż światło widzialne. W 1801 Johann Wilhelm Ritter zaobserwował nadfiolet, później zidentyfikowany jako promieniowanie elektromagnetyczne o fali krótszej niż światło; w 1886 Heinrich Hertz wytworzył fale radiowe. W 1895 Wilhelm Röntgen odkrył promienie X – o częstotliwości wyższej niż nadfiolet – a w 1900 Paul Villard odkrył promieniowanie gamma o jeszcze krótszych falach;
  - zapoczątkowano spektroskopię, która stała się fundamentem badań astrofizycznych i pozwoliła odkryć nowe pierwiastki chemiczne;
  - poprawiono też pomiary prędkości światła, która z punktu widzenia fizyki Newtona miała paradoksalne właściwości – w próżni nie zależała od ruchu obserwatora. Próbowano to tłumaczyć rozmaitymi teoriami eteru światłonośnego, jednak poprawne wyjaśnienie przyniósł dopiero XX wiek przez szczególną teorię względności Einsteina;
  - rozwinięto badania nad promieniowaniem cieplnym. Gustav Kirchhoff podał w tej dziedzinie prawo nazwane jego nazwiskiem (1859), a następnie sformułowano prawo Stefana-Boltzmanna (1879) i prawo Wiena (1893). W końcu stulecia (1900) odkryto katastrofę w nadfiolecie – klasyczny model promieniowania cieplnego, jakim jest prawo Rayleigha-Jeansa, przeczy doświadczeniu i zasadzie zachowania energii. W tym samym roku poprawne wyjaśnienie podał Max Planck, postulując kwantyzację emisji;
  - odkryto efekt fotoelektryczny i jego podstawowe właściwości; ich poprawne wyjaśnienie podał w XX wieku Einstein, postulując istnieje kwantów światła nazwanych potem fotonami. Tym sposobem eksperymenty XIX-wieczne pozwoliły przewidzieć dualizm korpuskularno-falowy stanowiący fundament fizyki kwantowej.

Oprócz tego pojawiły się odkrycia otwierające fizykę subatomową:
- w 1896 Henri Becquerel odkrył promieniotwórczość, potem badaną przez Marię Skłodowską-Curie, Pierre’a Curie i innych. Za pomocą tych promieni udowodniono w XX wieku istnienie jądra atomowego i wykazano, że pochodzą właśnie z niego – przez co nazwano je jądrowymi;
- w 1897 Joseph John Thomson odkrył elektron – cząstkę elementarną przenoszącą prąd elektryczny.

W XIX wieku astronomia nie tylko zbadała dokładniej Układ Słoneczny, wskazując na możliwości i ograniczenia teorii grawitacji Newtona. Oprócz tego:
- po raz pierwszy zaobserwowano paralaksę gwiazd, umożliwiając oszacowanie ich odległości;
- obserwacje spektroskopowe przesunięcia ku czerwieni i przesunięcia ku fioletowi umożliwiły oszacowanie prędkości gwiazd względem Ziemi – dzięki modelom efektu Dopplera.

Geofizyka XIX wieku wypracowała m.in. pierwsze modele efektu cieplarnianego autorstwa Josepha Fouriera.
Niektórzy fizycy przełomu stuleci – jak Lord Kelvin – podejrzewali, że rozwój fizyki spowolni przez wyczerpanie się tematyki. Nie spodziewano się zmian w teoriach podstawowych ani możliwości wyjaśnienia niektórych zjawisk, np. właściwości fizycznych i chemicznych materii skondensowanej.

### Organizacja
XIX wieku to też początek:
- nowych nagród naukowych:
  - Towarzystwo Królewskie w Londynie (ang. Royal Society) zaczęło przyznawać Medal Królewski (ang. Royal Medal);
  - Alfred Nobel w swoim testamencie ustanowił nagrodę nazwaną od jego nazwiska, którą zaczęto przyznawać od początku XX wieku;
- trwałych badań fizycznych poza Europą, zwłaszcza w Nowym Świecie; przykładowo pod koniec XIX wieku powołano Amerykańskie Towarzystwo Fizyczne (ang. APS).

### Związki z matematyką
Fizyka XIX wieku – zarówno teoretyczna, jak i doświadczalna – skorzystała z nowych osiągnięć matematyki, zwłaszcza algebry, analizy i statystyki:
- początki algebry liniowej umożliwiły dokładny i zwięzły opis wielkości wektorowych i tensorowych, a także na powstanie analizy wektorowej, która odegrała rolę w fizyce; zbadano też dokładniej układy równań liniowych używane m.in. przy analizie pomiarów;
- w analizie rzeczywistej pojawił się rygor, przez co podstawowe prawa fizyki – jak II zasada dynamiki – uzyskały ścisłe fundamenty;
- zbudowano podstawy analizy wielowymiarowej, wektorowej i tensorowej, co miało znaczenie zwłaszcza dla mechaniki teoretycznej (analitycznej), mechaniki ośrodków ciągłych i teorii pola;
- rozwinięto teorię równań różniczkowych, np. zbadano jednoznaczną rozwiązywalność zagadnienia Cauchy’ego, co ma znaczenie dla determinizmu fizyki klasycznej. Zbudowano też podstawy teorii potencjału i opisano inne równania cząstkowe, m.in. z pomocą nowo powstałej analizy zespolonej. Rozwinięto też metody numeryczne jak ta Rungego-Kutty na potrzeby symulacji;
- stworzenie analizy harmonicznej przez Josepha Fouriera pomogło rozwiązać niektóre równania fizyki i analizować rozmaite zjawiska, zwłaszcza falowe;
- narodziny teorii grup – zwłaszcza grup Liego – zmieniły perspektywę na mechanikę teoretyczną i teorię pola; transformacje Galileusza należą do grupy nazwanej od tego uczonego, którą uzupełniono potem grupą Lorentza;
- opisano podstawowe metody analizy pomiarów i ich niepewności, np. metodę najmniejszych kwadratów, choć możliwe, że była używana jeszcze w XVIII w.

Z drugiej strony metody stworzone na potrzeby fizyki – jak szeregi i transformaty Fouriera – wywarły potem wpływ na matematykę czystą, m.in. teorię liczb.

## XX wiek

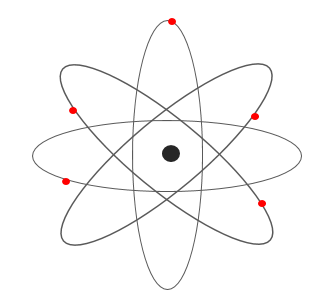
Schematyczny model atomu. W XX wieku ostatecznie potwierdzono ich istnienie, odkryto ich wewnętrzną budowę i wyjaśniono ją za pomocą mechaniki kwantowej. Diagramy tego typu – kojarzone z Rutherfordem, odkrywcą jądra – bywają symbolem fizyki i ogółu nauk ścisłych.

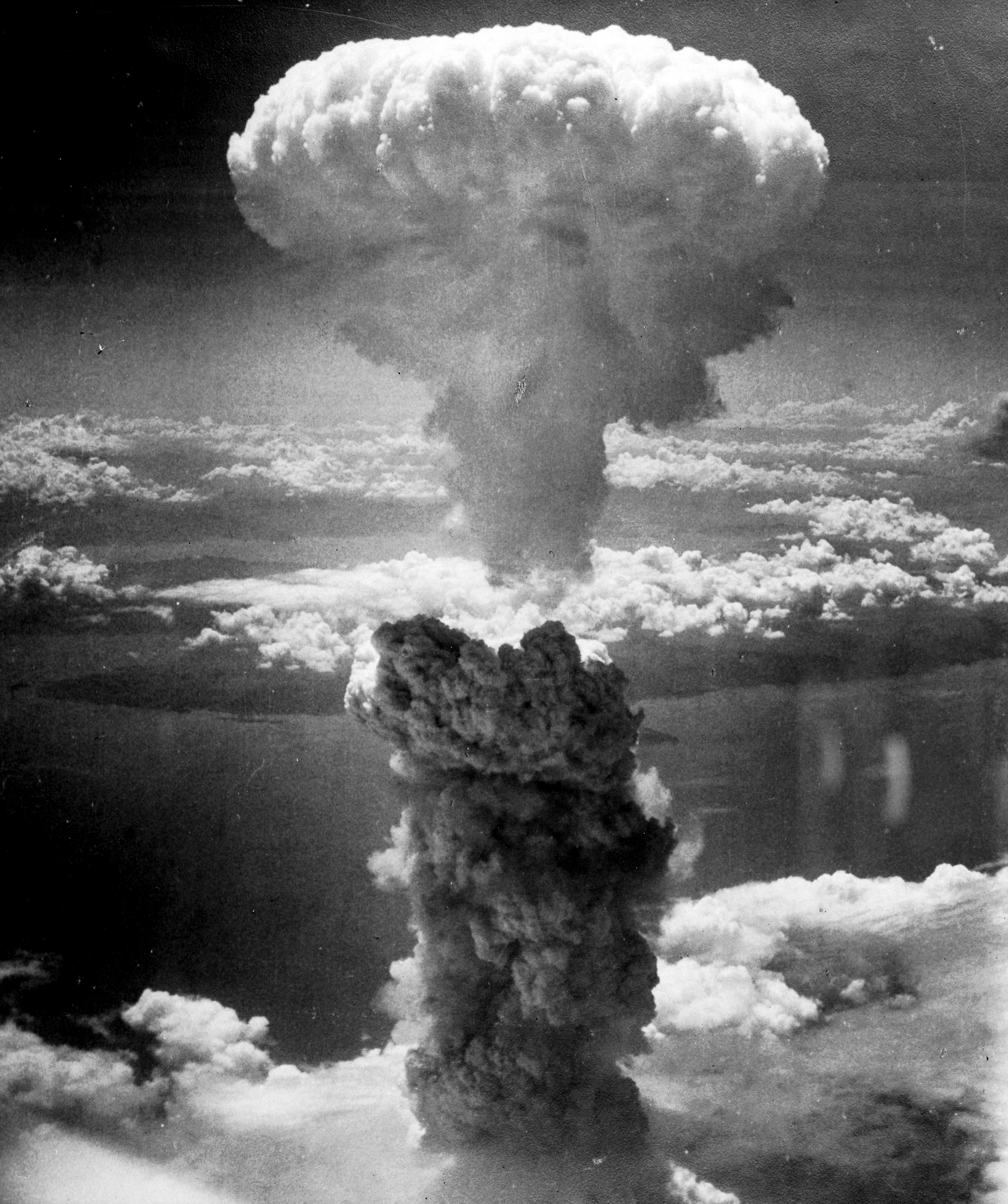
Reakcja rozszczepienia jądrowego znalazła zastosowanie militarne (broń jądrowa) oraz w energetyce.

Odkryto łącznie 37 cząstek fundamentalnych, z których zbudowany jest świat:
• dwanaście fermionów fundamentalnych, z których każdy ma swoją antycząstkę;
• dwanaście bozonów oddziaływań;
• bozon Higgsa.
Większość z nich odkryto w XX wieku; wyjątki to elektron (e) znaleziony jeszcze w poprzednim stuleciu oraz higson (h) wykryty już w następnym.

Diagram ilustrujący Wielki Wybuch – opisywany dzięki wiedzy o oddziaływaniach podstawowych i o reakcjach jądrowych

### Główne odkrycia
W XX wieku zrewidowano cały fundament fizyki teoretycznej:
- mechanika Newtona została poprawiona przez szczególną teorię względności (STW) Einsteina;
- prawo powszechnego ciążenia w pewnych kontekstach zastąpiono ogólną teorią względności Einsteina;
- do opisu mikroświata konieczne okazało się zastąpienie mechaniki klasycznej – także tej uwzględniającej relatywistykę – przez mechanikę kwantową;
- zmian doczekała się także elektrodynamika klasyczna – przez kwantyzację stworzono elektrodynamikę kwantową;
- odkryto dwa nowe oddziaływania podstawowe, nieredukowalne ani do grawitacji, ani do elektromagnetyzmu: jądrowe siły silne oraz słabe;
- podano dwie nowe zasady termodynamiki: trzecią oraz zerową, a niektórzy autorzy wyróżniają też czwartą.

Przełomy te były związane z odkryciami doświadczalnymi – wyjaśnianiem tych z XIX wieku oraz nowych, np. budowy atomu. Dzięki eksperymentom i obserwacjom astronomicznym udało się potwierdzić nowe teorie, czyniąc je paradygmatami. Nowe podstawy przyczyniły się do rozkwitu fizyki na wszystkich poziomach: materii skondensowanej, atomowo-molekularnym oraz nowo odkrytym subatomowym – jądrowym i cząstek elementarnych. Metodami fizycznymi odkryto lub wytworzono:
- nowe pierwiastki chemiczne,
- atomy egzotyczne,
- setki nuklidów – w tym hiperjądra;
- setki cząstek elementarnych, z których kilkadziesiąt uznano za fundamentalne, tj. pozbawione wewnętrznej budowy.

Odkryto także nowe właściwości materii skondensowanej jak nadprzewodnictwo i nadciekłość, które przynajmniej częściowo udało się wyjaśnić, m.in. za pomocą kwantowych modeli kwazicząstek. Poszerzono o całe rzędy wielkości zakresy badanych ciśnień i temperatur. Precyzja i dokładność pomiarów osiągnęła poziom kilkunastu cyfr znaczących, co wpłynęło na metrologię; np. zdefiniowanie metra (m) i sekundy (s) przez stałe fizyczne.
Astrofizyka rozwinęła się na różnych poziomach i w różnych skalach:
- zbadano budowę i ewolucję gwiazd oraz odkryto ich nowe rodzaje jak gwiazdy neutronowe – w tym pulsary;
- potwierdzono istnienie czarnych dziur rozważanych od XVIII wieku;
- prace Stephena Hawkinga wykazały, że czarne dziury nie łamią trzeciej zasady termodynamiki, jednak mogą prowadzić do paradoksu informacyjnego;
- odkryto pierwsze egzoplanety;
- udowodniono istnienie galaktyk innych niż Droga Mleczna, a także zbadano ich budowę i ewolucję;
- badania ruchu galaktyk i ich gromad doprowadziły do hipotezy ciemnej materii oraz nowych teorii grawitacji (MOND, TeVeS);
- odkryto ekspansję Wszechświata oraz Wielki Wybuch; kosmologia fizyczna stała się pełnoprawną dziedziną nauki;
- dokładne badania ucieczki galaktyk doprowadziły do przełomowych hipotez jak ciemna energia lub złamanie zasady kosmologicznej.

Te rewolucje były możliwe dzięki nowym metodom jak radioastronomia, odkryciu promieniowania kosmicznego oraz rozwojowi astronautyki, np. użyciu teleskopów kosmicznych. Układ Słoneczny zaczął być badany za pomocą sond kosmicznych; przyniosło to między innymi przełom w selenografii dzięki zaobserwowaniu dalszej strony Księżyca i w selenologii dzięki pobraniu próbek samego srebrnego globu. Planetologia przestała być wyłącznie dziedziną ściśle rozumianej astronomii, odkąd jej metody zaczęły przypominać te nauk o Ziemi.
Do głównych osiągnięć geofizyki można zaliczyć:
- rozwój modelu tektoniki płyt;
- zaobserwowanie globalnego ocieplenia i wyjaśnienie go emisją gazów cieplarnianych przez ludzkość.

### Przebieg badań
W 1904 Joseph John Thomson zaproponował model atomu znany jako „ciasto z rodzynkami” – podejrzewał, że ładunek dodatni razem z elektronami wypełniają całą objętość atomu.
Rok 1905 bywa nazywany cudownym rokiem (łac. annus mirabilis) Alberta Einsteina; sformułował on wtedy:
- szczególną teorię względności; wymóg zgodności z teorią elektromagnetyzmu Maxwella doprowadził do modyfikacji naszego spojrzenia na czas i przestrzeń oraz na własności i rolę materii. W nowej teorii transformacje między inercjalnymi układami odniesienia wyglądają inaczej niż w mechanice klasycznej – mechanika relatywistyczna poprawiła mechanikę klasyczną. W granicy małych prędkości obie teorie pokrywają się;
- hipotezę kwantów światła, później nazwanych fotonami; postulowany tak dualizm korpuskularno-falowy wyjaśnił właściwości efektu fotoelektrycznego.

W 1911 Rutherford na podstawie eksperymentów rozpraszania cząstek alfa wydedukował istnienie w centrum atomu skupienia masy o dodatnim ładunku jądra. W tym samym roku:
- Antonius Johannes van den Broek zauważa, że liczba atomowa pierwiastka jest tożsama z liczbą ładunków w jądrze atomowym;
- Heike Kamerlingh Onnes odkrywa nadprzewodnictwo – zjawisko, które umożliwiło m.in. wytwarzanie rekordowo silnych pól magnetycznych, wyjaśnione dekady później.

W 1913 Niels Bohr publikuje swój model atomu, oparty na zrębach rodzącej się fizyki kwantowej. Wprowadzeniem dyskretnych poziomów energetycznych wyjaśnił widmo wodoru. Jego model rozwijał potem m.in. Arnold Sommerfeld, tworząc jego wariant relatywistyczny. Udało się też zbadać wnętrze atomu – przed końcem dekady Rutherford przeprowadził reakcje jądrowe, z których wynikało, że jądro wodoru tworzy jądra innych pierwiastków; zostało nazwane protonem.
W 1915 Einstein kończy prace nad nowym, relatywistycznym modelem grawitacji – ogólną teorią względności. Wyjaśniła ona orbitę Merkurego, konkretniej ruch peryhelium, poprawiając tym prawo powszechnego ciążenia Newtona. Teorię tę potwierdziły w 1919 roku obserwacje astronomiczne Arthura Eddingtona. Na jej gruncie zbudowano pierwsze modele kosmologiczne, m.in. FLRW poprawnie przewidujący tempo ucieczki galaktyk zaobserwowane w latach 20. Już w pierwszych latach OTW znaleziono też rozwiązania opisujące czarne dziury i fale czasoprzestrzeni (promieniowanie grawitacyjne), które czekały na potwierdzenie dekadami.
W 1924 Louis de Broglie wysuwa hipotezę fal materii – postuluje, że Einsteinowski dualizm korpuskularno-falowy dotyczy nie tylko światła i innych fal elektromagnetycznych, ale także elektronów i innych ciał. Koncepcja ta wyjaśniała założenia modelu atomu Bohra – postulat kwantyzacji momentu pędu zredukowano do warunku tworzenia fal stojących na orbitach.
W latach 1925–1926 Werner Heisenberg, Erwin Schrödinger i Max Born sformułowali pełną mechanikę kwantową, a w 1928 roku Paul Dirac ukończył jej wersję relatywistyczną. Teorię tę wyróżnia indeterminizm – opisuje ona jedynie prawdopodobieństwo różnych wyników pomiarów. Oprócz tego opisuje superpozycje różnych stanów – opisywane przez nią ciała przed obserwacją nie mają określonych parametrów empirycznych jak położenie czy pęd. Te rewolucyjne własności doprowadziły do sporów wśród fizyków i filozofów tej nauki; oprócz interpretacji kopenhaskiej, uznającej ten opis za wyczerpujący, powstały alternatywne koncepcje, które popierali m.in. Albert Einstein, Louis de Broglie, David Bohm, Hugh Everett, John Stewart Bell, Stephen Hawking i Roger Penrose. W szczególności rozpoczęto badania nad hipotezą zmiennych ukrytych – możliwością rozszerzenia mechaniki kwantowej do teorii bardziej klasycznej.
Mimo kontrowersyjnych założeń mechanika kwantowa stała się fundamentem fizyki atomowej, molekularnej i materii skondensowanej, a przez to też optyki. Opisała budowę kryształów, półprzewodniki i zjawiska takie jak nadprzewodnictwo czy nadciekłość. Jednym z pionierów tej dziedziny był Felix Bloch – twórca kwantowo-mechanicznego opisu zachowania elektronów w strukturze krystalicznej (1928).
Lata 30. to czas przełomów w fizyce jądrowej. W 1932 James Chadwick odkrywa neutron; potwierdzono później, że jądra atomowe składają się wyłącznie z protonów i neutronów. Następnie Enrico Fermi opisał rozpad beta (β) za pomocą swojej teorii nowego, nieelektromagnetycznego oddziaływania, zwanego jądrowym słabym. W tej samej dekadzie Leó Szilárd przewiduje możliwość jądrowej reakcji łańcuchowej, a pod koniec odkryto rozszczepienie jądrowe poprawnie zidentyfikowane i opisane przez Lise Meitner. Spekulacje o możliwości stworzenia broni jądrowej stały się poważniejsze. Jeszcze przed II wojną światową w III Rzeszy powołano grupę Uranverein do zbadania takiej możliwości, a Albert Einstein i Leó Szilárd napisali list do prezydenta USA ostrzegającego przed takim scenariuszem.
Podczas wojny nad bronią jądrową pracowały obie strony. Oprócz zespołu Rzeszy istniał też japoński, któremu przewodził Yoshio Nishina, a Wielka Brytania w 1940 powołała zespół MAUD, który dał początek przedsięwzięciu Tube Alloys, połączonemu potem z amerykańskim programem Manhattan rozpoczętym w 1942. Jeszcze w tym samym roku zespół Enrica Fermiego uruchomił w Chicago pierwszy na świecie reaktor jądrowy: Chicago Pile-1. W Los Alamos National Laboratory zespół Roberta Oppenheimera stworzył pierwszą bombę jądrową, a w 1945 w Alamogordo (Nowy Meksyk) miała miejsce pierwsza w dziejach detonacja takiej broni: Trinity, czasem uznawana za początek ery atomu. W czasie wojny zaczęto też radzieckie badania w tej dziedzinie, przyspieszone m.in. szpiegostwem technologicznym, a po wojnie miały miejsce pierwsze udane detonacje; zimna wojna doprowadziła do wyścigu zbrojeń m.in. w tej technologii, stwarzając ryzyko wojny jądrowej. W procesie tym przeprowadzono pierwsze łańcuchowe fuzje jądrowe – w latach 50. zdetonowano pierwszą bombę wodorową. Pojawiły się interdyscyplinarne badania nad ryzykiem zimy nuklearnej i jądrowej zagłady ludzkości.
W latach powojennych kontynuowano też przebudowę fundamentów fizyki. Znana od lat 20. relatywistyczna mechanika kwantowa nie była kompletna; m.in. nie uwzględniała zmienność liczby cząstek w procesach oddziaływań, np. przy anihilacji i kreacji par. Pełniejszego opisu dostarczyła kwantowa teoria pola, którą w końcu lat 40. opracowali Richard Feynman, Julian Schwinger, Shin’ichirō Tomonaga i Freeman Dyson. Pierwszą teorią tego typu była elektrodynamika kwantowa, później sprawdzona z bezprecedensową dokładnością, sięgającą szóstego miejsca po przecinku.
Kwantowa teoria pola znalazła zastosowanie głównie w fizyce cząstek elementarnych badającej oddziaływania podstawowe:
- w 1954 Chen Ning Yang i Robert Mills rozwinęli klasę teorii z cechowaniem używanych do opisu cząstek;
- w latach 60. Sheldon Lee Glashow, Abdus Salam i Steven Weinberg dokonali małej unifikacji, tworząc teorię elektrosłabą;
- w tej samej dekadzie różni fizycy wysunęli hipotezę nowego pola fizycznego, zwanego polem Higgsa, rozwiązującego paradoksy powyższej teorii;
- zbudowano także teorię oddziaływania silnego – chromodynamikę kwantową.

Tak powstał model standardowy z powodzeniem opisujący cząstki elementarne. Kwantowy opis pola grawitacyjnego sprawił trudności, jednak powstały trudne w sprawdzeniu modele kwantowej grawitacji – w latach 70. teoria strun, a w latach 80. pętlowa grawitacja kwantowa. Rozwinięto też badania nad klasycznymi modelami ciążenia – Roger Penrose udowodnił twierdzenie o osobliwościach, przewidując formowanie się czarnych dziur, a Stephen Hawking wykazał analogiczne twierdzenie kosmologiczne, o istnieniu osobliwości początkowej. Udowodniono też twierdzenie o braku włosów oraz że fale czasoprzestrzeni niosą energię, przez co mogą być wykryte, co udało się w następnym stuleciu.
Fizyka powojenna rozwinęła nie tylko badania nad fundamentami i reakcjami jądrowymi, ale też wyższymi poziomami organizacji ciał. W latach 50. teoria BCS wyjaśniła niskotemperaturowe nadprzewodnictwo odkryte dekady wcześniej, a w latach 80. odkryto nadprzewodnictwo wysokotemperaturowe. Lata 90. to pierwsze obserwacje kondensatu Bosego-Einsteina.

### Zmiany organizacyjne

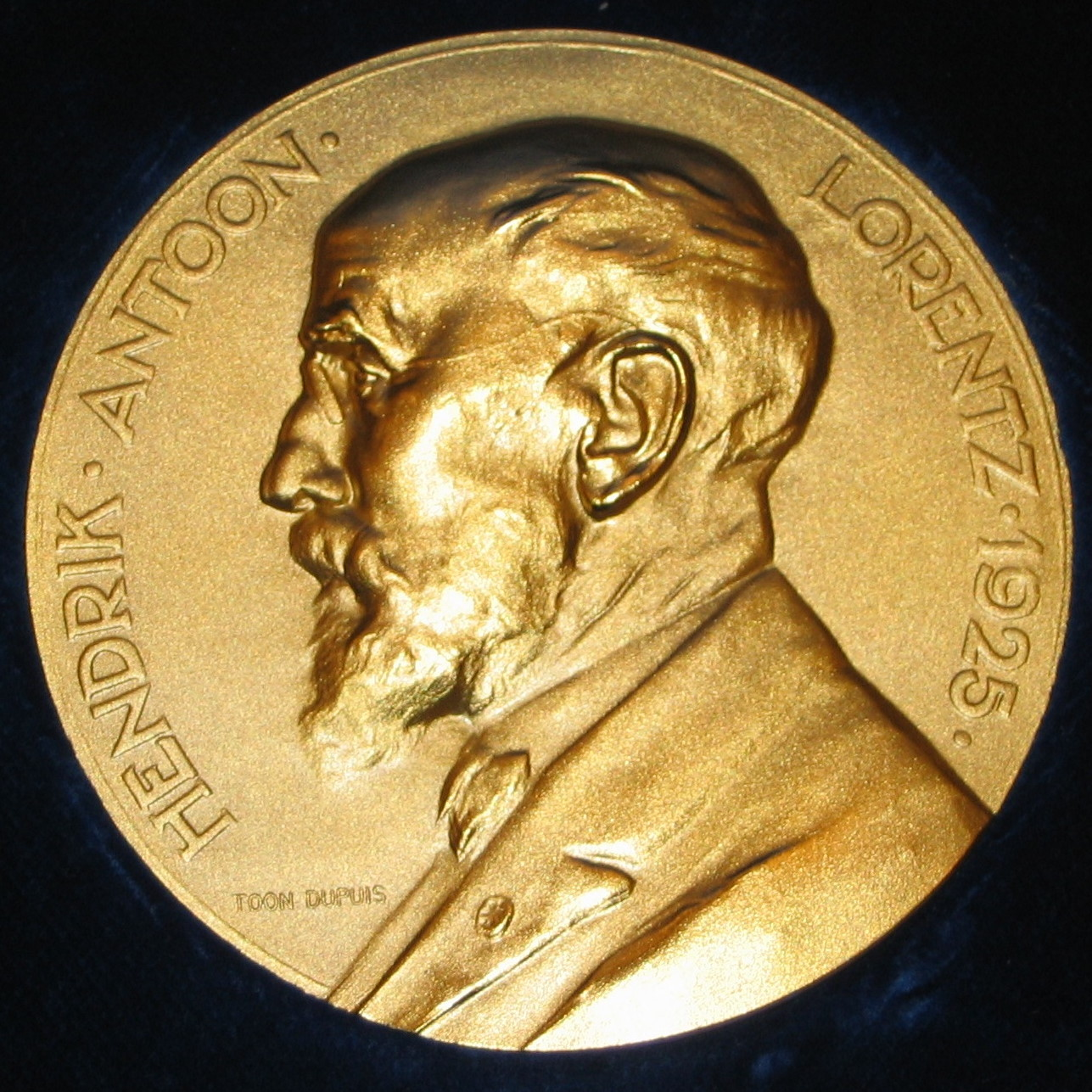
Medal Lorentza przyznawany od 1925, głównie fizykom teoretycznym, także pracującym nad hipotezami niepotwierdzonymi jak teoria strun.

XX wiek to też era globalizacji, która dotknęła również fizyki – badania w tej dziedzinie zaczęto prowadzić na całym świecie. Wybitne osiągnięcia mieli tu nie tylko naukowcy z Europy i Nowego Świata, ale także z Azji i Afryki. Wśród laureatów Nagrody Nobla w dziedzinie fizyki znaleźli się m.in. obywatele Japonii i Indii, a zjawisko Mpemby zostało opisane w Tanzanii i nazwane od jej obywatela. Liczba krajowych towarzystw fizycznych osiągnęła dziesiątki, a w latach 20. zrzeszono je przez IUPAP.
Ostatnie stulecie II tysiąclecia przyniosło nowe instytucje i przedsięwzięcia o bezprecedensowych rozmiarach jak instytut CERN w Genewie (Szwacjaria), Fermilab w Batavii (USA) czy Super-Kamiokande w Kamioce (Japonia).
W XX stuleciu utworzono szereg nagród dla fizyków, czasem za badania w konkretnych dziedzinach:
- 1925: Medal Lorentza,
- 1929: Medal Maxa Plancka,
- 1951: Nagroda Alberta Einsteina (wygaszona po 1979),
- 1959: Dannie Heineman Prize for Mathematical Physics,
- 1978: Nagroda Wolfa w dziedzinie fizyki,
- 1980: Dannie Heineman Prize for Astrophysics,
- 1985: Nagroda Sakurai,
- 1985: Medal Diraca ICTP,
- 1987: Medal Diraca IOP,
- 1991: Nagroda Ig Nobla w dziedzinie fizyki.

W XX wieku fizyka ewoluowała instytucjonalnie także w Polsce:
- w 1920 roku utworzono Polskie Towarzystwo Fizyczne, które stworzyło własne czasopisma, a w 1965 roku zaczęło przyznawać Medal Mariana Smoluchowskiego;
- w 1992 roku Fundacja na rzecz Nauki Polskiej powołała Nagrody FNP zwane czasem „polskimi noblami”, m.in. w dziedzinie nauk ścisłych.

W ostatnim stuleciu II tysiąclecia pojawiały się też próby kontroli badań fizycznych przez ustroje totalitarne:
- naziści jak Philipp Lenard i Johannes Stark zwalczali teorię względności oraz inne osiągnięcia fizyków żydowskich, zamiast tego proponując przestarzałe modele nazywane fizyką aryjską lub niemiecką (niem. Deutsche Physik). Ich działania stały się potem polityką III Rzeszy[potrzebny przypis];
- w ZSRR przez pewien czas zwalczano kosmologię fizyczną, twierdząc, że kosmologia powinna być budowana wyłącznie na marksizmie[potrzebny przypis]. Pojawiała się też szersza krytyka teorii względności, której zarzucano idealizm i burżuazyjny rodowód.

Osiągnięcia fizyków XX wieku wyróżniono w sposób, który zwykle nie przysługuje badaczom. W 1960 roku tytuł Człowieka Roku tygodnika „Time” zdobyła grupa amerykańskich naukowców, głównie fizyków, a Albert Einstein został uznany przez to pismo za człowieka stulecia.

### Nowe hipotezy
XX stulecie przyniosło całą gamę spekulacji w fizyce fundamentalnej; niektóre z nich mają kontrowersyjny status i nie zawsze są uznawane za ściśle rozumianą naukę:
- w latach 80. zaczęto spekulować, że jedną z faz Wielkiego Wybuchu mogła być inflacja kosmiczna, być może związana z nowym polem fizycznym – inflatonowym;
- ogólna teoria względności dopuszcza istnienie tuneli czasoprzestrzennych oraz przewiduje, że Wielki Wybuch mógł się rozpocząć od początkowej osobliwości;
- model Hartle’a-Hawkinga opisuje kwantowe „samostworzenie” Wszechświata z nicości;
- wysunięto hipotezy białych dziur, mogące tłumaczyć Wielki Wybuch;
- Lee Smolin zaproponował swoją koncepcję Wieloświata, w której kosmiczny dobór naturalny miałby tłumaczyć antropiczne koincydencje stałych fizycznych;
- na gruncie teorii strun zaproponowano kosmologię bran i hipotezę ekpirotyczną, mającą tłumaczyć Wielki Wybuch w inny sposób;
- pętlowa grawitacja kwantowa sugeruje, że Wielki Wybuch mógł być w rzeczywistości Wielkim Odbiciem, tj. skutkiem przeszłego kurczenia się Wszechświata.

## XXI wiek

Zdjęcie Genewy z zaznaczoną lokalizacją Wielkiego Zderzacza Hadronów (ang. LHC), w którym odkryto cząstkę Higgsa.

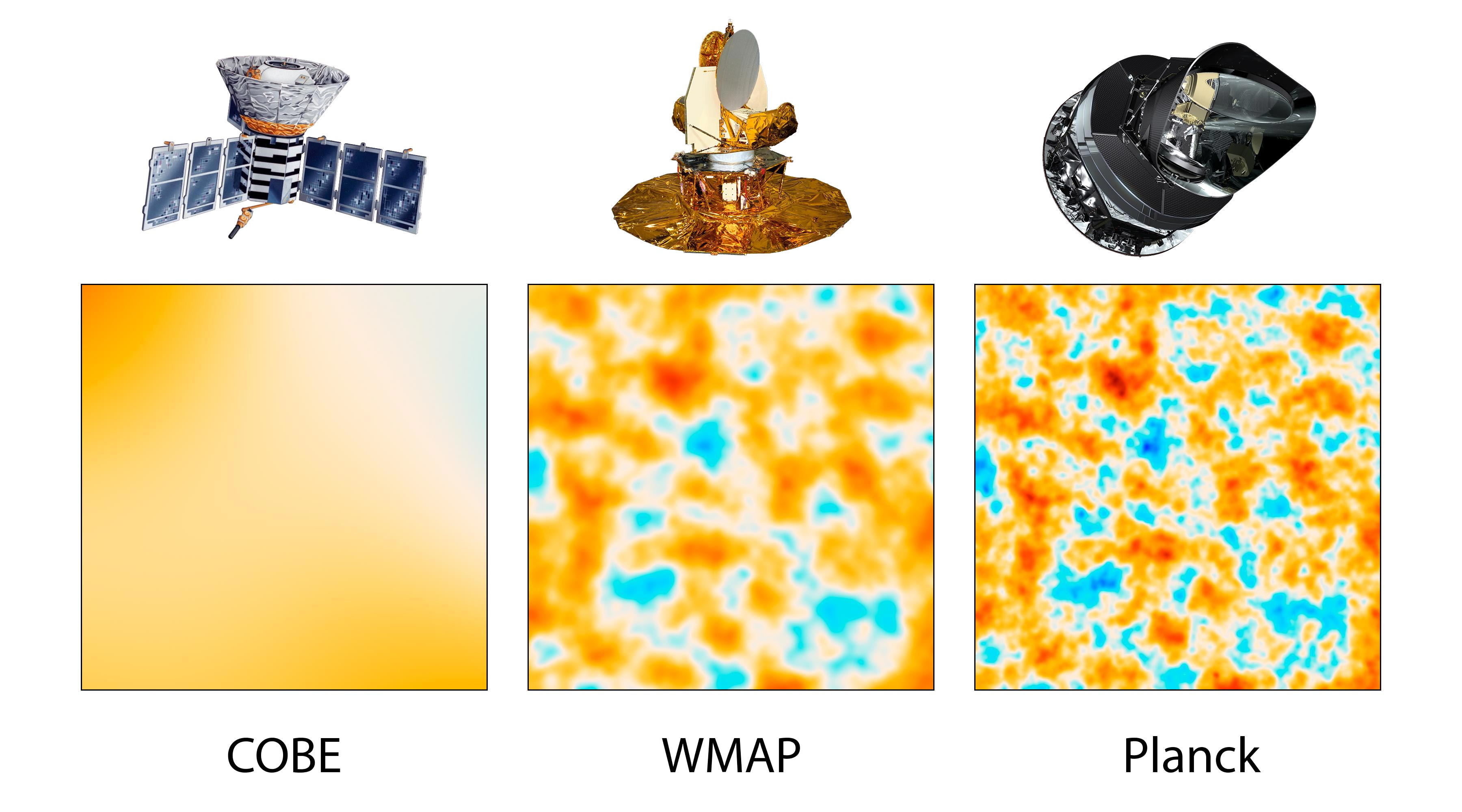
Porównanie dokładności danych z misji COBE, WMAP i Planck.

### Główne wydarzenia
Na pierwszy plan wysuwają się dwa odkrycia doświadczalne:
- W 2012 roku w laboratorium CERN w Genewie odkryto cząstkę Higgsa – 37. cząstkę fundamentalną. Rok później przyznano Nagrodę Nobla naukowcom, którzy przewidzieli istnienie tego obiektu.
- W 2016 roku w obserwatoriach LIGO w USA potwierdzono po raz pierwszy fale czasoprzestrzeni, zwane też promieniowaniem grawitacyjnym. Rok później przyznano za to odkrycie Nagrodę Nobla.

Nowych danych astrofizycznych dostarczyły misje kosmiczne:
- sonda Planck została uruchomiona w 2009 roku przez ESA;
- Kosmiczny Teleskop Jamesa Webba został uruchomiony w 2021 roku, a jego głównym twórcą jest NASA.

W 2018 roku znacznie zmieniono Układ SI. Wcześniej na ustalonych wartościach stałych fizycznych oparto tylko sekundę (s) i metr (m), ale w 2018 roku podobnie zdefiniowano kilogram (kg), amper (A) i mol oraz zmieniono definicję kelwina (K), tak że również jest oparta na stałej fundamentalnej zamiast na właściwościach konkretnej substancji.

### Problemy otwarte
W XXI wieku różne obszary fizyki stoją przed różnymi wyzwaniami:
- fizyka doświadczalna dąży do sprawdzenia różnych teorii podstawowych, przykładowo w akceleratorach cząstek i obserwatoriach promieniowania kosmicznego; oprócz tego poszukuje:
  - bardzo pożądanych materiałów jak nadprzewodniki w warunkach pokojowych (pokojowej temperatury i ciśnienia);
  - wyspy stabilności wśród ciężkich nuklidów;
- fizyka teoretyczna pracuje między innymi nad:
  - połączeniem swoich teorii podstawowych;
  - wyjaśnieniem części odkryć jak ciemna materia, ciemna energia i niektóre zjawiska oparte na znanych już oddziaływaniach jak nadprzewodnictwo wysokotemperaturowe;
- fizyka matematyczna mierzy się z trudnościami w niektórych przewidywaniach; niektóre z jej żywych zagadnień sformułowano już stulecia wcześniej:
  - problem trzech ciał w teorii grawitacji;
  - ogólne równania mechaniki płynów – Naviera-Stokesa, umieszczone na liście problemów milenijnych matematyki.

### Aspekty społeczne
Od początku stulecia utworzono nowe nagrody dla fizyków jak Medal Newtona i Nagroda Fizyki Fundamentalnej, komplementarne do Nagrody Nobla w dziedzinie fizyki dzięki innym regułom przyznawania. Po 2010 roku zmieniły się zasady Nagrody FNP – usunięto kategorię nauk ścisłych, wprowadzając za to nagrodę w dziedzinie nauk matematyczno-fizycznych i inżynierskich.
Rok 2005 za namową ONZ świętowano jako Międzynarodowy Rok Fizyki – w związku ze stuleciem „cudownego roku” Alberta Einsteina.

## Podsumowanie

### Tendencje redukcyjne i unifikacyjne

Schemat przedstawiający M-teorię jako unifikację wszystkich pięciu teorii superstrunowych oraz 11-wymiarowej supergrawitacji

W dziejach fizyki widać tendencję do poszerzania skali badań, zakresu wyjaśnień i do redukcjonizmu. Redukcje te wiążą się z unifikacją różnych modeli:
- Isaac Newton zastosował swoją mechanikę do wyjaśnienia mechaniki nieba, wcześniej uznawanej za odrębną i rządzącą się innymi prawami;
- zjawiska akustyczne wyjaśniono na gruncie mechaniki ośrodków ciągłych; przykładowo Pierre Simon de Laplace podał pierwszy ścisły model prędkości dźwięku;
- zjawiska cieplne zredukowano do mechanicznych za sprawą fizyki statystycznej;
- James Clerk Maxwell opisał ogół zjawisk elektrycznych i magnetycznych za pomocą jednej teorii pola elektromagnetycznego. Jego teoria fal tego pola stała się też fundamentem optyki;
- Albert Einstein połączył elektrodynamikę z zasadą względności poznaną wcześniej w mechanice Newtona. Tak powstała szczególna teoria względności;
- Einstein zrewidował również prawo powszechnego ciążenia – jego ogólna teoria względności jest już zgodna z mechaniką relatywistyczną;
- elektrodynamikę Maxwella poprawiono metodami fizyki kwantowej, tworząc elektrodynamikę kwantową – pierwszą kwantową teorię pola;
- oddziaływania elektromagnetyczne i odkryte w XX wieku siły jądrowe słabe połączono w jedną teorię elektrosłabą.

Sukcesy takich przedsięwzięć inspirowały fizyków do dalszych prób. Niektóre z nich okazywały się skazane na porażkę; przykładowo Einstein przez dekady szukał jednolitej teorii grawitacji i elektromagnetyzmu, ignorując siły jądrowe, podobnie jak niektórzy fizycy przed nim. Z drugiej strony niektóre modele dalszej unifikacji pozostają badane:
- fizyka wysokich energii poszukuje teorii wielkiej unifikacji uwzględniającej siły jądrowe silne;
- istnieją próby kwantowego opisu grawitacji;
- teorie superstrun opisują wszystkie znane oddziaływania, przez co bywają nazywane superunifikacją lub teoriami wszystkiego.

Niektórzy fizycy, np. Stephen Hawking, wierzyli też, że fizyka jest w stanie wyjaśnić samą siebie, odpowiadając na pytanie Leibniza.

### Symbioza z matematyką

Stożek świetlny – diagram używany w szczególnej teorii względności

Rozwój fizyki buduje na dorobku matematyków – także tych dziedzin, które powstały w oderwaniu od zastosowań. Jest to szczególnie widoczne w fizyce teoretycznej; przykładowo:
- narodziny mechaniki klasycznej w XVII wieku były możliwe dzięki stworzeniu wtedy podstaw analizy;
- elektrodynamika Maxwella została napisana w języku równań różniczkowych cząstkowych rozważanych od XVIII wieku, a jej zwięzłe sformułowanie przyszło razem z algebrą wektorów opracowaną na przełomie XIX i XX wieku;
- szczególna teoria względności osiągnęła swoją dojrzałą postać dzięki czasoprzestrzeni Minkowskiego – hiperbolicznej geometrii czterowymiarowej;
- ogólna teoria względności była możliwa dzięki XIX-wiecznym pracom nad geometrią Riemanna;
- fizyka kwantowa opiera się na analizie funkcjonalnej, zwłaszcza teorii zespolonych przestrzeni Hilberta;
- niektóre modele kwantowej grawitacji korzystają z dorobku teorii węzłów czy geometrii nieprzemiennej.

Z drugiej strony fizyka doświadczalna korzysta z metod statystyki matematycznej.

### Rankingi
Próbowano wyróżnić i uszeregować szczególne elementy dziejów fizyki, np. najwybitniejszych fizyków lub najbardziej imponujące doświadczenia. Zorganizowano co najmniej dwa plebiscyty na największych naukowców tej dziedziny – w jednym z nich wygrał Isaac Newton, a w innym Albert Einstein. Oprócz tego ankieta wyłoniła dziesięć najpiękniejszych eksperymentów, które opisano w książce o tym samym tytule wydanej w 2003 roku.